# Vladímir Sofronitski
Vladímir Vladímirovich Sofronitski (en ruso: Владимир Владимирович Софроницкий; nacido el 8 de mayo de 1901 en San Petersburgo, muerto el 26 de agosto de 1961 en Moscú) fue un pianista ruso, muy ligado al mundo espiritual del compositor Aleksandr Skriabin (al que no llegó a conocer), de cuya obra es el intérprete de referencia, según reconoció la propia viuda de Skriabin. 
Los pianistas Sviatoslav Richter y Emil Guilels consideraban a Sofronitski como su maestro. Un día Sofronitski, ebrio, declaraba a Richter que éste era un genio, Richter le respondía que él era Dios.

## Biografía
Vladímir Sofronitski nació en San Petersburgo de un padre que era profesor de física. En 1903, la familia del pianista se instaló en Varsovia, donde Sofronitsky fue alumno de Lébedeva-Guetsévich y de Aleksander Michałowski. A partir de 1916, Sofronitski estudió en el conservatorio de Petrogrado, alumno de Leonid Nikoláiev, al mismo tiempo que Dmitri Shostakóvich y Mariya Yúdina. Dio a su primer concierto en 1919.
En 1920, se casó con la hija mayor de Skriabin, Yelena Skriábina, que estudiaba con él en el conservatorio. Salió del conservatorio en 1921 y comenzó su carrera de pianista.
Su forma de tocar, de una gran pasión interior que contrastaba con su reserva exterior, era tenida en muy elevada estima por Heinrich Neuhaus, Vladimir Horowitz o Egon Petri. 
En 1939, fue nombrado profesor en el conservatorio de Leningrado. Al principio de la Segunda Guerra Mundial, permaneció encerrado en la ciudad durante el sitio de Leningrado por el ejército alemán, como Shostakóvich, lo que le dio ocasión de tocar a −3°C. Debilitado físicamente, fue evacuado por puente aéreo y no volvió a Leningrado hasta después del final de la guerra.
Dio su último concierto en la Sala Pequeña del Conservatorio de Moscú, el 9 de enero de 1961.
Murió de un cáncer de intestino el 29 de agosto de 1961. Está enterrado en el Cementerio Novodévichi en Moscú.

## Estilo
Como todos los grandes pianistas rusos de la época, Sofronitski estaba equipado con una gran técnica, lo que le permitió interpretar algunas de las composiciones para piano más difíciles y mantener su gran repertorio estudiando relativamente poco. A la técnica, también se agrega un estilo totalmente único, basado en lecturas subjetivas de obras de inspiración e increíble en sus mejores noches, que era capaz de interpretaciones muy atractivas y expresivas (un buen ejemplo es la parte central del primer Scherzo de Chopin). A pesar de la gran variedad de posibles lecturas de las piezas, Sofronitski no quería ser visto como un "intuitivo", un improvisador: según él, todos sus puntos de vista diferentes de una misma obra eran razonables, y decidió tocar de acuerdo con su estado de ánimo de la noche. Su estilo muy personal significó que, a pesar de que el público le seguía con gusto, los otros músicos no lo veían como un maestro o como un modelo, y esto ayudó a aumentar su aislamiento y los problemas de su carrera.

## Personalidad
De un temperamento angustiado y ardiente, que se refleja en su forma de tocar, Sofronitski llevó una vida discreta, aunque cada uno de sus conciertos era esperado como un acontecimiento excepcional. Adulado y considerado casi como una divinidad en Rusia, estuvo casi totalmente ausente de las escenas occidentales, ya que no efectúa más que dos estancias más allá del bloque soviético, entre el 8 de marzo de 1928 y el 27 de enero de 1930 para un recital en Varsovia y más prolongadamente en París, donde dio ocho recitales y encontró a Prokófiev, del que se hizo amigo. Desde el 17 de julio al 2 de agosto de 1945 estuvo en Potsdam, donde tocó ante los participantes de la conferencia de posguerra.
Los programas de concierto de Sofronitsky eran de dos tipos: los monográficos (de un único compositor), como los dedicados solo a Chopin, en Varsovia, en Moscú en el 1949 (100 años de la muerte) y en el 1960 (150 años del nacimiento), o los recitales dedicados solo a Scriabin; a estos conciertos se alternaban programas antológicos, con una gran variedad de compositores y de piezas, dispuestas en orden cronológico, como un recorrido por la historia de la música pianística. Un ejemplo es el programa del concierto en el Conservatorio de Moscú del 1960:
- Wolfgang Amadeus Mozart: Fantasía in Do Menor K475
- Schubert: Improntus op. 90 n.º 3 e 4
- Schumann: Sonata op. 11
- Chopin: Nocturnos op. 15 n.º 1 e 2, Esquerzos n.º 1 e 2
- Rajmáninov: Momentos Musicales op. 16 n.º 5 e 2
- Scriabin: Sonata n.º 4, Poeme Tragique, Valse, Estudio op. 8 n.º 11. En la temporada 1937-38 realizó un ciclo de una docena de conciertos donde presentó la historia de la literatura para teclado de Buxtehude a Shostakóvich

Incluso dentro de Rusia, no viaja prácticamente más después de 1954, sobre todo debido a problemas de salud que se agravan desde 1942 (sufre de arritmia desde su niñez y a menudo debió anular recitales a la última hora), más que por su deseo personal de vivir en reclusión.

## Grabaciones
Aborrecía las grabaciones y calificaba las suyas de «cadáveres». Así, su modesta discografía, con respecto al número de grabaciones, no ha traducido más que imperfectamente la amplitud de su repertorio, que sobrepasa ampliamente a Scriabin, en el cual se le tiende a encasillar, yendo de Domenico Scarlatti a Shostakóvich, pasando por Beethoven, Schubert, Schumann, Chopin, Liszt, Rajmáninov y Prokófiev, con predilección hacia los compositores románticos.
Sofronitsky tenía la sensación de no ser capaz de expresarse sin público, porque el público jugó una influencia muy importante en sus actuaciones. Quería siempre una relación más directa con el público y cuando dio conciertos siempre elegía locales más bien pequeños, como la pequeña sala del Conservatorio de Moscú, o salas del museo Scriabin, que podían dar cabida a unas pocas decenas de oyentes. Esto significaba que las personas que tuvieron ocasión de escucharlo en vivo eran muy pocas, lo que aumenta en gran medida el interés por él y su reputación como "legendario". Gracias a la notoriedad de Sofronitski y el interés que continuó despertando en su audiencia, muchos de sus conciertos fueron grabados y, a pesar de su negativa a entrar en los estudios, sus grabaciones son muy superiores a las que quedan de todos los otros pianistas de su generación. Sofronitsky siempre escuchaba las cintas antes de autorizar su publicación, y a menudo destruye personalmente las que no le gustan, para evitar que otros los divulgaran sin su permiso.
Sus grabaciones más importantes son las de la música de Scriabin, y en ellas los niveles de tensión obtenidos son únicos y sin igual, incluso después de muchos años de distancia. La tercera sonata, la novena (Misa Negra) son ejemplos perfectos de este estilo denso y agitado. Igualmente notables son las piezas cortas, los Preludios, los Estudios, donde se las arregla para captar los infinitos detalles y obtener efectos interesantes. También son importantes sus grabaciones de Chopin, siendo para recordar los conciertos del centenario de 1949, de Schumann (Sonata Fantasía, Op. 11, los Estudios Sinfónicos, Carnaval), Liszt. Otras grabaciones valiosas son las de compositores rusos: Rajmáninov (Preludios, Etudes-Tableaux), Prokófiev, y otras rarezas (Liádov, Borodín) Entre los conciertos, hay que destacar el ya señalado de Moscú el 13 de mayo de 1960. Pero los discos Sofronitsky sólo se publicaron por etiquetas rusas y japonesas y son muy difíciles de encontrar. Las grabaciones de Sofronitsky documentan una de las personalidades pianísticas más intensas e individuales del siglo XX.